# Huangpu Bridge
Il Huangpu Bridge è un ponte sospeso e strallato
situato in Cina.

## Descrizione

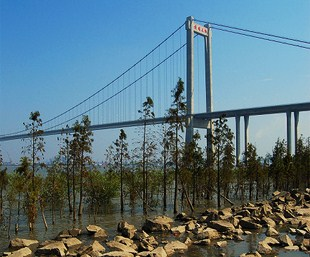
Vista del ponte

Il ponte funge da collegamento per il traffico autostradale sui due rami del fiume delle Perle a Guangzhou, nel Guangdong. 

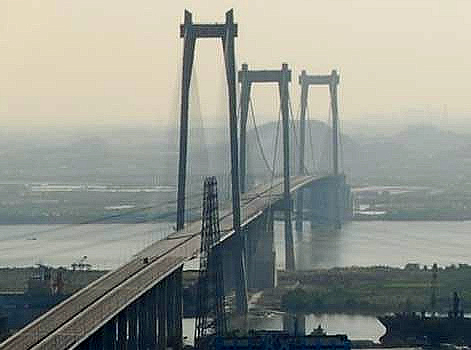
Vista del ponte

La parte del ponte sospeso attraversa il canale sud-occidentale e ha una campata principale lunga 1 108 metri. Nel 2012 la campata del ponte sospeso era una delle dieci più lunghe in Cina e tra le 20 più lunghe al mondo. La parte strallata del ponte si estende per 383 metri sul canale nord-est. Il pilone della sezione strallata è uno dei piloni più alti del mondo, con un'altezza di 201 metri.
La lunghezza totale del ponte è di 7 016 metri. La costruzione è iniziata nel dicembre 2003 ed è stato aperto al traffico il 16 dicembre 2008. Il ponte è attraversato dal traffico dell'autostrada G4W Guangzhou–Macao.